# Rio Doce (vattendrag i Brasilien, Goiás)
Rio Doce är ett vattendrag i Brasilien.   Det ligger i delstaten Goiás, i den södra delen av landet, 500 km sydväst om huvudstaden Brasília.
Omgivningarna runt Rio Doce är huvudsakligen savann. Runt Rio Doce är det mycket glesbefolkat, med 5 invånare per kvadratkilometer.